# 中非非洲金融共同體法郎
中非非洲金融共同體法郎（Central African CFA franc）简称中非法郎，是非洲金融共同体法郎（非洲法郎）的一種，為中非经济共同体国家银行发行的一种货币，ISO 的貨幣代碼是XAF。中非法郎是赤道几内亚、刚果共和国、加蓬、喀麦隆、乍得、中非共和国六国的官方货币。
中非法郎最早与法国法郎汇率挂钩：1法国法郎=100中非法郎。欧元全面启用后，因法国法郎停止使用，而欧元与法国法郎的比率是1欧元=6.55957法国法郎，所以中非法郎和歐元有挂钩匯率：100中非法郎=0.152449歐元；1欧元=655.957中非法郎。
2023年4月25日，中非经济货币共同体（Cemac）与法国举行部长级会议。 特别讨论了非洲金融共同体法郎的问题。 在法国方面，向非洲金融共同体法郎提供的担保及其可兑换性保证被视为该地区经济稳定的载体。 法国仍然“开放”并“愿意”推进中非的货币合作改革，就像它已经能够在西非进行的那样。 法国表示已准备好接受 CEMAC 的提议。

## 流通中的貨幣

### 硬幣
- 1 法郎
- 2 法郎
- 5 法郎
- 10 法郎
- 25 法郎
- 50 法郎
- 100 法郎
- 500 法郎

### 紙幣

#### 1993 年

中非國家曾經在1993年使用的紙幣系列。

- 500 法郎
  - 正面：瘤牛、男人
  - 背面：羚羊
- 1,000 法郎
  - 正面：收成咖啡、男人
  - 背面：木筏
- 2,000 法郎
  - 正面：熱帶水果、女人
  - 背面：港口
- 5,000 法郎
  - 正面：石油鑽井的工人、男人
  - 背面：收成棉花
- 10,000 法郎
  - 正面：中非國家銀行、女人
  - 背面：漁業

#### 2002 年

中非國家在2002年開始使用的紙幣系列。

- 500 法郎
  - 正面：上課情景
  - 背面：女人、草屋
- 1,000 法郎
  - 正面：伐木、男人
  - 背面：農業活動
- 2,000 法郎
  - 正面：水電站、女人
  - 背面：挖掘情景
- 5,000 法郎
  - 正面：港口、男人
  - 背面：石油泵站
- 10,000 法郎
  - 正面：中非國家銀行、女人
  - 背面：交通和通訊設備

## 匯率
中非法郎最初与法国法郎挂钩（1法国法郎=100中非法郎），1999年法国改用欧元后改为与欧元挂钩（1欧元=655.957中非法郎）。
| 根據Google财经：    | AUD CAD CHF CNY EUR GBP HKD JPY TWD USD |
| 根據新浪财经：      | AUD CAD CHF CNY EUR GBP HKD JPY TWD USD |
| 根據雅虎財經：      | AUD CAD CHF CNY EUR GBP HKD JPY TWD USD |
| 根據雅虎香港財經：  | AUD CAD CHF CNY EUR GBP HKD JPY TWD USD |
| 根據Yahoo奇摩股市： | AUD CAD CHF CNY EUR GBP HKD JPY TWD USD |
| 根據XE.com：        | AUD CAD CHF CNY EUR GBP HKD JPY TWD USD |
| 根據OANDA：         | AUD CAD CHF CNY EUR GBP HKD JPY TWD USD |